# Список потерь Су-24

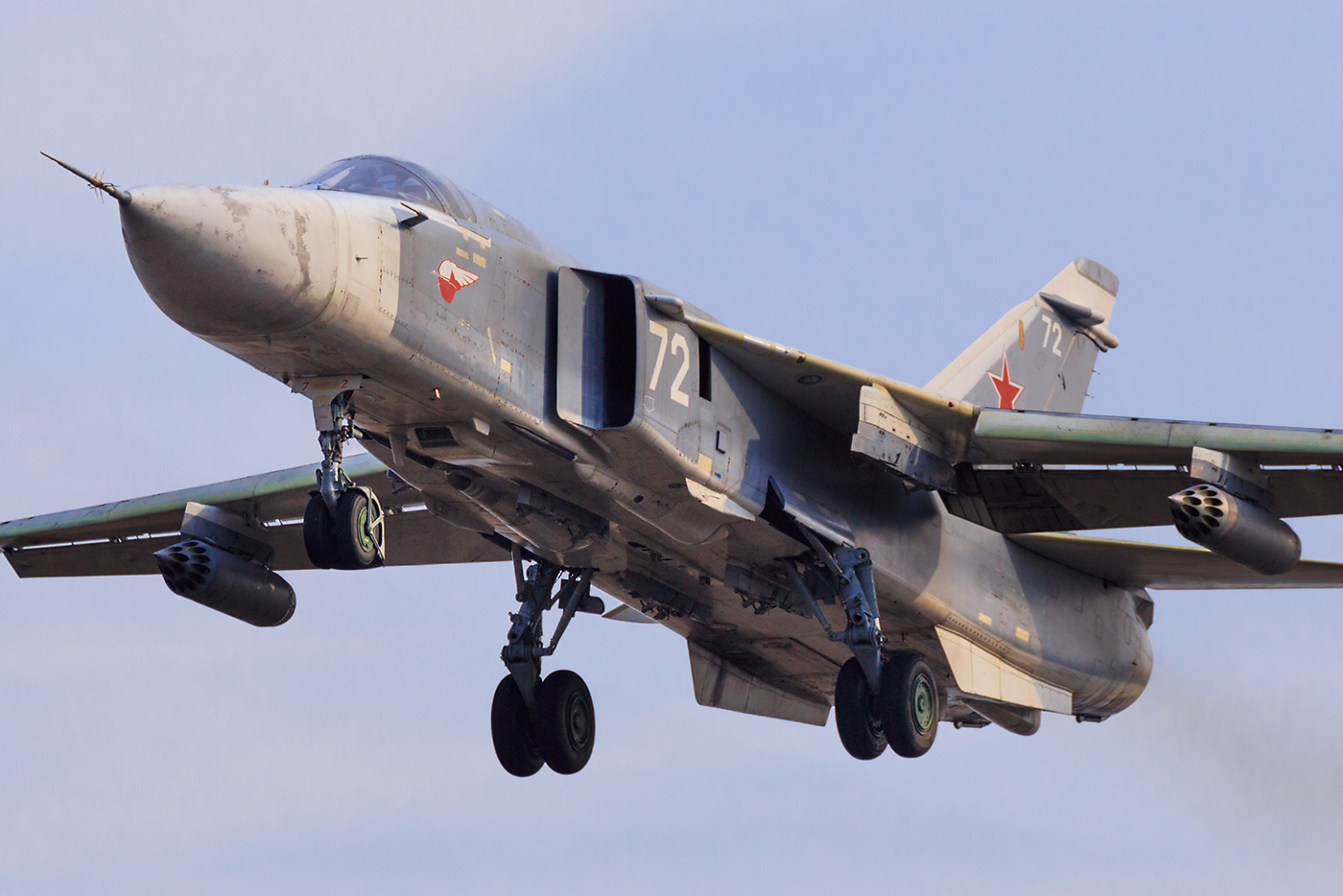
Су-24

Су-24 считается достаточно сложной в пилотировании машиной и имеет высокий уровень аварийности. Только при проведении лётных испытаний было потеряно 14 Су-24 и Су-24М. После принятия самолёта на вооружение ежегодно происходило 5—6 аварий и катастроф, в частности, за период 1988—1992 годов разбились 27 самолётов. По свидетельству заместителя главнокомандующего ВВС РФ Виктора Кота, на 1998 год самолёт Су-24 был наиболее аварийным летательным аппаратом в российской военной авиации.

## До 2000 года
14.06.1976 Су-24 разбился не далеко от Новосибирского авиазавода. Самолёт выполнял испытательный полет. Причиной катастрофы стало разрушение лопатки турбины, которая послужила причиной пожара двигателя. Штурман (Владимир Кузьмин) погиб, Лётчик-Испытатель старший лейтенант Александр Бовтун выжил.
12.10.1989 при взлёте Су-24 врезался в транспортный самолёт Ан-12, погибло 7 человек.
15.04.1999 Су-24 разбился при взлёте с Новосибирского авиазавода. Самолёт совершал облёт после капитального ремонта. Пилоты погибли.
4.10.1999 над Урус-Мартаном из ПЗРК российского производства был сбит Су-24М, который вылетел на поиски исчезнувшего сутками ранее Су-25. Связь с Су-24 была потеряна в районе 18:00. Экипаж катапультировался на малой высоте. Пилот Су-24 погиб, поскольку его командирский парашют не раскрылся; штурман Сергей Смыслов в течение 21 дня пробирался к своим, но был взят в плен чеченскими боевиками. Штурмана готовили к публичной казни, но после мощного авиаудара по Грозному эту акцию отложили; сам штурман был освобождён в ходе спецоперации ВС РФ, помощь в проведении которой оказали жители Грозного, лояльные российским федеральным властям. Тело погибшего командира Су-24 было обменяно на тела нескольких боевиков.

## 2000—2009 годы
29.01.2000 в Ахтубинске сгорело 3 Су-24М на ВПП.
14.03.2000 разбился фронтовой бомбардировщик Су-24, в Смоленской области в 25 километрах от аэродрома Шаталово, экипаж катапультировался.
07.05.2000 в Чечне сбит Су-24МР пилоты погибли.
27.06.2000 в 19:56 по московскому времени, в авиационном полку в Воронеже произошла авария самолёта Су-24М, пилоты остались живы, жертв нет.
24.09.2000 в городе Пушкин сгорело 3 Су-24, пожар был потушен 5 часов спустя.
11.03.2001 в 23:35 разбился Су-24 на аэродроме Моздока. Пилоты живы.
19.02.2002 под Гдовом в районе реки Плюсса разбился Су-24, оба пилота погибли.
15.07.2003 Су-24 выпустил УР воздух-земля по деревне в Ленинградской области; один человек пострадал, разрушено несколько зданий.
07.08.2003 в 16:09 по московскому времени разбился Су-24 при заходе на посадку в 5 километрах от взлётно-посадочной полосы аэродрома Бада Читинской области. Оба пилота погибли.
12.02.2004 в 06:52 по московскому времени на аэродроме Хурба разбился Су-24, пилоты катапультировались.
16.01.2006 в Амурской области близ посёлка Возжаевка в Белогорском районе во время учебного полёта разбился Су-24МР, оба пилота выжили. Было осуществлено 20 попыток посадить самолёт. Причина падения — отказ гидравлики привода изменения стреловидности.
15.03.2006 Су-24М потерпел аварию в 11:48 по московскому времени в 56 километрах юго-восточнее Воронежа, экипаж катапультировался.
28.06.2006 при взлете с аэродрома Веретье （г. Остров）потерпел аварию Су-24М ЦБП и ПЛС морской авиации. Экипаж Николай Федотов и Сергей Курушин благополучно катапультировались.
30.07.2006 разбился Су-24М при взлёте с аэродрома Черняховск, оба пилота погибли. Су-24 вылетел для показательного полёта на параде.
23.08.2007 в Хабаровском крае разбился Су-24 в 115 километрах западнее аэродрома Хурба. Лётчики успешно катапультировались.
14.04.2008 разбился Су-24МК ВВС Ирана.
09.08.2008 в ходе войны в Грузии над Южной Осетией были сбиты два лётчика Службы лётных испытаний истребительной и фронтовой авиации (в/ч 18374) 929-го Государственного лётно-испытательного центра Минобороны им. Чкалова — лётчик-испытатель полковник Игорь Зинов и штурман-испытатель полковник Игорь Ржавитин. Тип самолёта, на котором они были сбиты, официально не сообщался (предположительно Су-24). Игорь Зинов попал в плен и был освобождён 19 августа, Игорь Ржавитин погиб и был посмертно удостоен звания Героя России.
19.12.2008 в Воронежской области в 38 км к юго-востоку от Воронежа потерпел аварию Су-24. Лётчикам удалось катапультироваться.
В июне 2009 года разбились сразу два самолёта:

17.06.2009 на аэродроме Мончегорск в Мурманской области при посадке разбился фронтовой бомбардировщик Су-24, который упал на взлётную полосу и полностью сгорел, пилоты катапультировались. На земле жертв и разрушений не было. Причина катастрофы — ошибка экипажа;

19.06.2009 в 15:40 мск в районе хутора Костино-Быстрянский Морозовского района Ростовской области разбился Су-24. Оба лётчика катапультировались. Падение самолёта было вызвано отказом системы управления механизацией поворота крыла, в результате чего лётчики не смогли выполнить приземление.

## 2010—2019 годы
17.02.2010 в 13:00 на аэродроме Пушкин в Ленинградской области загорелся фронтовой бомбардировщик Су-24. Возгорание произошло во время пробега по взлётно-посадочной полосе. Самолёт должен был совершить плановый полёт. По данным агентства «БалтИнфо», которое ссылается на свой источник в военных кругах, самолёт загорелся уже после полёта. Во время посадки самолёт выпустил тормозной парашют, после чего по неизвестной причине бомбардировщик загорелся. Экипаж успел покинуть кабину после полной остановки самолета. Лётчики до последнего пытались спасти машину, но Су-24 сгорел полностью. По словам источника агентства, в момент происшествия на самолёте не было боекомплекта.
20.10.2011 в 06:02 мск при посадке на аэродроме Украинка в Амурской области у бомбардировщика подломилась передняя стойка шасси, самолёт «на брюхе» вынесло за пределы ВПП, он загорелся и перевернулся. Экипаж самолёта — пилот, гвардии майор Олег Носков и штурман, гвардии капитан Виталий Новосельский погибли сразу.
29.12.2011 около 20:00 мск Су-24МР загорелся и взорвался при посадке на аэродроме Мариновка в 60 километрах западнее Волгограда, при этом по команде руководства полётов экипаж катапультировался, пострадавших нет, а самолёт восстановлению не подлежит.
13.02.2012 примерно в 18:40 мск потерпел аварию Су-24М в районе озера Большой Кошкуль в Сафакулевском районе в Курганской области. Экипаж катапультировался.
30.10.2012 в 40 км от села Еткуль Челябинской области Су-24М потерпел крушение. Причиной авиапроисшествия стал срыв радиопрозрачного обтекателя самолёта. Экипаж катапультировался, на земле пострадавших и разрушений нет.
10.11.2012 На военном аэродроме Морозовск Ростовской области Су-24М сгорел при посадке. Причиной аварии оказался отрыв тормозного парашюта. Пилоты благополучно катапультировались.
19.03.2013 Су-24М2 столкнулся со специальным автомобилем АПА-5Д по вине лётчика, неверно выбравшего скорость и ошибочно определившего расстояние до препятствия. Самолёт восстановлен и эксплуатируется.
13.10.2014 Бомбардировщик Су-24 Алжирских ВВС разбился во время плановых полётов в 240 км от Алжира. Экипаж погиб.
21.03.2014 в 17:15 Су-24М 7-й бригады тактической авиации Воздушных сил Вооружённых сил Украины разбился при заходе на посадку во время проведения плановых полётов в районе аэродрома Староконстантинов в Хмельницкой области. Экипаж в составе командира эскадрильи подполковника Дениса Кочана и штурмана лейтенанта Панаса Дудника катапультировался. Жертв и разрушений нет, экипаж самолёта не пострадал.
23.10.2014 Су-24МК выполнял боевую задачу вблизи сирийско-израильской границы. При выполнении манёвра самолёт кратковременно вторгся на территорию Израиля. По самолёту была выпущена ракета ЗРК «Патриот», причём Су-24 был поражён уже над сирийской территорией. Экипаж катапультировался, но один из членов экипажа позже скончался от травм.
11.02.2015 Су-24МР потерпел катастрофу в семи километрах от взлётно-посадочной полосы аэродрома «Мариновка», взлетал на разведку погоды, оба пилота погибли.
06.07.2015 Су-24М разбился на взлёте во время тренировочного полёта на аэродроме Хурба в Хабаровском крае, двое пилотов, находившихся на борту, погибли.
24.11.2015 Су-24M бортовой номер RF-90932/83 белый[прояснить] при возвращении на авиабазу Хмеймим был сбит турецким истребителем F-16 в районе сирийско-турецкой границы. Лётчик погиб во время катапультирования (расстрелян с земли). Штурман выжил (спасён российским и сирийским спецназами).
10.07.2016 Су-24 ВВС Ирана разбился в 9:20 по местному времени (7.50 мск) около озера Бахтеган в провинции Фарс. На борту находились два пилота, которые успешно катапультировались.
10.10.2017 Cу-24 выкатился за пределы взлётно-посадочной полосы на авиабазе Хмеймим. Экипаж погиб.

## С 2020 года
27.08.2021 Су-24 выполнял тренировочный полет и потерпел крушение в районе города Верещагино из-за отказа техники. Оба пилота катапультировались и выжили.
09.10.2022 Су-24М разбился в Ростовской области во время выполнения учебно-тренировочного полета. Как следует из сообщения, экипаж успел катапультироваться. Разpушений на земле нет: полет выполнялся без боекомплекта, а упал самолет в безлюдном месте. Уточняется также, что происшествие случилось при заходе на посадку. Возможной причиной аварии стала техническая неисправность.
02.12.2022 Су-24М был сбит из ПЗРК при выполнении боевой задачи в районе Клещиевки. Российские летчики из состава авиакрыла ЧВК «Вагнер» погибли; экипаж был награжден посмертно званиями Героев Российской Федерации.
05.12.2023 российский Су-24 был сбит при помощи ЗРК «Пэтриот» над Чёрным морем у острова Змеиный. В тот же день российский Telegram-канал Fighterbomber подтвердил потерю российского Су-24, не уточнив подробностей.
25.02.2024 украинский Су-24М был сбит над Днепропетровской областью. Данные опубликованы на Telegram-канале Fighterbomber.